# Liste der Kulturdenkmale in Preetz
In der Liste der Kulturdenkmale in Preetz sind alle Kulturdenkmale der schleswig-holsteinischen Stadt Preetz (Kreis Plön) aufgelistet (Stand: 14. April 2025).

## Legende
In den Spalten befinden sich folgende Informationen:
- Objekt-ID: die Nummer des Kulturdenkmales
- Lage: die Adresse des Kulturdenkmales und die geographischen Koordinaten. Kartenansicht, um Koordinaten zu setzen. In der Kartenansicht sind Kulturdenkmale ohne Koordinaten mit einem roten Marker dargestellt und können in der Karte gesetzt werden. Kulturdenkmale ohne Bild sind mit einem blauen Marker gekennzeichnet, Kulturdenkmale mit Bild mit einem grünen Marker.
- Offizielle Bezeichnung: Bezeichnung des Kulturdenkmales
- Beschreibung: die Beschreibung des Kulturdenkmales
- Bild: ein Bild des Kulturdenkmales

## Sachgesamtheiten
| Objekt-ID     | Lage | Offizielle Bezeichnung                                 | Beschreibung | Bild                             |
| ------------- | --- | ------------------------------------------------------ | --- | -------------------------------- |
| 38384         | Am Schützenplatz 4, Am Schützenplatz (54° 13′ 41″ N, 10° 16′ 50″ O) | Schützenplatz Preetz                                   | Schützenplatz Preetz; 18. Jh.; erhöhtes Plateau von Lindenbäumen gerahmt und im Norden von Feldsteinmauer und Toranlage gefasst, zwei dreieckige Grünflächen nach Nordosten und Südwesten, südöstlich Lindenreihe und sog. Brauereiallee, im Nordwesten Wohnhaus mit Nebengebäude - Begründung: geschichtlich, städtebaulich, Kulturlandschaft prägend - Schutzumfang: Schützenplatz, Lindenallee (sog. Brauereiallee), Lindenreihe östlich des Schützenplatzes, Lindenkranz, Dreieckplatz nordöstlich des Schützenplatzes, Dreieckplatz südwestlich des Schützenplatzes, Feldsteinmauer, Toranlage (Am Schützenplatz), Wohnhaus, Nebengebäude (Am Schützenplatz 4) | Fotos hochladen                  |
| 38354         | Kleine Hufe 3 (54° 14′ 5″ N, 10° 16′ 23″ O) | ehem. Wasserturm Preetz                                | ehem. Wasserturm Preetz; 1928–29, Architekt Peter Giesenhagen; Ensemble aus ehem. Wasserturm und Stallgebäude - Begründung: geschichtlich, künstlerisch, städtebaulich, technisch - Schutzumfang: ehem. Wasserturm, Stallgebäude | weitere Fotos \| Fotos hochladen |
| 3983 Wikidata | Klosterhof 1, 2, 2a, 3, 4, 5, 6, 7, 8, 9, 10, 11, 12, 13, 14, 15, 16, 17, 18, 19, 20, 21, 22, 23, 24, 26, Klosterhof, Klosterstraße 5a, Klosterstraße (54° 14′ 26″ N, 10° 17′ 0″ O) | Kloster Preetz                                         | Aktualisierung vorgesehen - Begründung: geschichtlich, wissenschaftlich, künstlerisch, städtebaulich, Kulturlandschaft prägend - Schutzumfang: Klosterkirche mit Ausstattung, Klosterkirchhof mit Kirchhofsmauer, Außenräume des Klosters, Zufahrtsallee (Linden), Grenzgewässer (Klosterhof); Konventgebäude mit Ausstattung, Predigerbibliothek, Buch- und Handschriftenbestand mit Predigerbibliothek, vier Globen (Klosterhof 19); Pastorat mit Fachwerkschuppen (Klosterhof 3), Probstenhaus mit Fachwerkschuppen (Klosterhof 8), Neues Torhaus (Klosterhof 2 a), Altes Torhaus mit Gefängnis (Klosterhof 1), Organistenhaus (Klosterhof 4), ehem. Speicher (Klosterhof 6), Priörinnenhaus (Klosterhof 26), Schreiberei (Klosterhof 5), Grundstücksfläche (Klosterhof 24); Wohnhäuser mit Hausgrundstück (Klosterhof 9, 11, 13, 21), Wohnhaus mit nördlichen Fachwerkschuppen und südlichen Fachwerkschuppen (Klosterhof 7), Wohnhaus mit Fachwerkschuppen (Klosterhof 15), Wohnhaus mit Mauer und Pforte (Klosterhof 17), Wohnhäuser (Klosterhof 2, 10, 12, 14, 16, 18, 20, 22, 23); Vorplatz am Kloster, südliche Zufahrtsallee (Linden) (Klosterstraße); ehem. Klösterliches Armenstift (Klosterstraße 5 a) | Fotos hochladen                  |
| 40104         | Löptiner Straße 29, Quergang 7 (54° 13′ 45″ N, 10° 16′ 38″ O) | ehem. Schuppen und Lagergebäude der Waggonfabrik Heine | ehem. Schuppen und Lagergebäude der Waggonfabrik Heine; Ende 19. Jh.; südwestlich außerhalb des alten Ortskerns gelegene Sachgesamtheit aus ehem. Schuppen (Löptiner Straße 29) und ehem. Lagergebäude (Quergang 7) mit direktem Gleisanschluss. - Begründung: geschichtlich, städtebaulich, technisch - Schutzumfang: ehem. Lagergebäude (Quergang 7), ehem. Schuppen (Löptiner Straße 29) | BW                               |
| 39933         | Mühlenstraße 12a, 14 (54° 14′ 12″ N, 10° 16′ 57″ O) | Wohnhaus und Essigbrennerei Burow                      | Wohnhaus und ehem. Essigbrennerei Burow; Ende 18. Jh.-1891; am Nordrand der Altstadt gelegene Gruppe aus Fabrikantenwohnhaus und südwestlich angrenzender ehem. Essigbrennerei - Begründung: geschichtlich, städtebaulich - Schutzumfang: Wohnhaus Burow (Mühlenstraße 14), ehem. Essigbrennerei (Mühlenstraße 12a) | BW                               |
| 38357         | Schulstraße 2, 5 (54° 14′ 8″ N, 10° 16′ 42″ O) | Wilhelminenschule                                      | Wilhelminenschule; ab 1828; Ensemble um die 1828 als Elementarschule gegründete und im 19. und 20. Jh. vielfach erweiterte Wilhelminenschule mit lindenumstelltem Schulhof, durchgehend Backsteinbauten mit hohem Anspruch nach Einheitlichkeit, nach Süden aufwändige Turnhalle von 1906 vom Kieler Architekten Stoffers - Begründung: geschichtlich, künstlerisch, städtebaulich - Schutzumfang: Wilhelminenschule, Lindenkranz (Schulstraße 2), Turn- und Stadthalle (Schulstraße 5) | BW                               |

## Bauliche Anlagen
| Objekt-ID      | Lage                                                  | Offizielle Bezeichnung                         | Beschreibung | Bild                             |
| -------------- | ----------------------------------------------------- | ---------------------------------------------- | --- | -------------------------------- |
| 741            | Am Schützenplatz 3 (54° 13′ 43″ N, 10° 16′ 51″ O)     | Villa                                          | Villa; 1899, Bauherr Eduard Schmidt; eingeschossiger traufständiger Backsteinbau mit zeittypischer Bauzier, Satteldach mit Halbwalm nach Westen, nach Süden übergiebelter Risalit mit Standerker, mit Einfriedung und Garten - Begründung: geschichtlich, städtebaulich - Schutzumfang: Villa, Einfriedung, Garten - Denkmaltyp: Bauliche Anlage                                                                                   | BW                               |
| 2127           | Bahnhofstraße 1 (54° 14′ 4″ N, 10° 16′ 52″ O)         | Wohn- und Geschäftshaus                        | Wohn- und Geschäftshaus; 1866; zweigeschossiger, spätklassizistischer Putzbau in Ecklage mit schiefergedecktem Satteldach und zweigeschossigem Anbau nach Westen - Begründung: geschichtlich, städtebaulich - Schutzumfang: gesamtes Objekt - Denkmaltyp: Bauliche Anlage | BW                               |
| 38328          | Bahnhofstraße 3 (54° 14′ 4″ N, 10° 16′ 51″ O)         | Wohn- und Geschäftshaus                        | Wohn- und Geschäftshaus; um 1866; zweigeschossiger, traufständiger Backsteinbau unter Satteldach mit aufwändiger Backsteinornamentik - Begründung: geschichtlich, städtebaulich - Schutzumfang: gesamtes Objekt - Denkmaltyp: Bauliche Anlage | BW                               |
| 6262           | Bahnhofstraße 7 (54° 14′ 4″ N, 10° 16′ 49″ O)         | ehem. Postamt                                  | ehem. Postamt; 1878; zweigeschossiger, langgestreckter Putzbau unter einseitigem Walmdach in spätklassizistischen Formen - Begründung: geschichtlich, städtebaulich - Schutzumfang: gesamtes Objekt - Denkmaltyp: Bauliche Anlage | BW                               |
| 6263 Wikidata  | Bahnhofstraße 10 (54° 14′ 4″ N, 10° 16′ 47″ O)        | Wohnhaus Ludolf Bargum                         | Wohnhaus; 1876; Bauherr L. Bargum; eingeschossiger traufständiger Putzbau mit schiefergedecktem flachgeneigtem Satteldach und mittigem übergiebeltem Zwerchhaus, zahlreiche bauzeitliche Details, mit Einfriedung - Begründung: geschichtlich, städtebaulich - Schutzumfang: gesamtes Objekt - Denkmaltyp: Bauliche Anlage | BW                               |
| 6264           | Bahnhofstraße 14 (54° 14′ 4″ N, 10° 16′ 45″ O)        | Wohnhaus                                       | Wohnhaus; 1867, Architekt Josef Eduard Mose; zweigeschossiger, giebelständiger Backsteinbau unter Satteldach mit westlich angesetztem Querflügel und aufwändig gestalteter Fassadenornamentik - Begründung: geschichtlich, städtebaulich - Schutzumfang: gesamtes Objekt - Denkmaltyp: Bauliche Anlage | Fotos hochladen                  |
| 38329          | Bahnhofstraße 21 (54° 14′ 3″ N, 10° 16′ 41″ O)        | Wohn- und Geschäftshaus                        | Wohn- und Geschäftshaus; 1866; zweigeschossiger, traufständiger Backsteinbau unter Mansarddach mit Zwerchhaus, kontrastreiche Fassadengestaltung aus rotem Ziegeldekor und weißen Putzfeldern - Begründung: geschichtlich, städtebaulich - Schutzumfang: gesamtes Objekt - Denkmaltyp: Bauliche Anlage | Fotos hochladen                  |
| 31977          | Bahnhofstraße 23 (54° 14′ 3″ N, 10° 16′ 40″ O)        | Wohnhaus                                       | Wohnhaus; um 1892; zweigeschossiger Putzbau in Ecklage mit Mansarddach, am östlichen Ende übergiebeltes Zwerchhaus - Begründung: geschichtlich, städtebaulich - Schutzumfang: gesamtes Objekt - Denkmaltyp: Bauliche Anlage | Fotos hochladen                  |
| 5529 Wikidata  | Bahnhofstraße 24 (54° 14′ 4″ N, 10° 16′ 36″ O)        | Rathaus                                        | Alteintragung (Aktualisierung vorgesehen) - Begründung: geschichtlich, künstlerisch, städtebaulich - Schutzumfang: gesamtes Objekt - Denkmaltyp: Bauliche Anlage | Fotos hochladen                  |
| 6266           | Bismarckplatz 1 (54° 14′ 7″ N, 10° 17′ 4″ O)          | Wohn- und Geschäftshaus                        | Wohn- und Geschäftshaus; um 1870; traufständiges zweigeschossiges Eckgebäude aus Backstein und Fachwerk auf Uförmigen Grundriss unter Walmdach in Ziegeldeckung, Ladenlokal mit zurückgesetztem Eingang, gemauerter Fassadenschmuck, Balkon aus Eisen - Begründung: geschichtlich, städtebaulich - Schutzumfang: Wohn- und Geschäftshaus, - Denkmaltyp: Bauliche Anlage                                                            | BW                               |
| 3533 Wikidata  | Feldmannsplatz 1 (54° 13′ 52″ N, 10° 16′ 48″ O)       | Speichergebäude mit Aussichtstürmchen          | Alteintragung (Aktualisierung vorgesehen) - Begründung: Alteintragung (Aktualisierung vorgesehen) - Schutzumfang: Alteintragung (Aktualisierung vorgesehen) - Denkmaltyp: Bauliche Anlage | Fotos hochladen                  |
| 3532 Wikidata  | Garnkorb 2 (54° 14′ 8″ N, 10° 16′ 55″ O)              | Wohnhaus                                       | Alteintragung (Aktualisierung vorgesehen) - Begründung: Alteintragung (Aktualisierung vorgesehen) - Schutzumfang: Alteintragung (Aktualisierung vorgesehen) - Denkmaltyp: Bauliche Anlage | BW                               |
| 31980          | Gasstraße 10 (54° 14′ 0″ N, 10° 16′ 40″ O)            | Wohnhaus                                       | Wohnhaus; 1895; zweigeschossiger traufständiger Backsteinbau mit Mansarddach und dreigeschossigem Seitenrisalit, qualitätvolle Backsteinzier - Begründung: geschichtlich, städtebaulich - Schutzumfang: gesamtes Objekt - Denkmaltyp: Bauliche Anlage | BW                               |
| 6268 Wikidata  | Gasstraße 11 (54° 13′ 59″ N, 10° 16′ 42″ O)           | Ehemalige Villa                                | Ehemalige Villa; 1914; zweigeschossiger Putzbau mit hohem pfannengedecktem Mansardwalmdach und mittiger Dachgaube mit geschweiftem Giebel, stellenweise ornamentale Stuckverzierungen - Begründung: geschichtlich, städtebaulich - Schutzumfang: gesamtes Objekt - Denkmaltyp: Bauliche Anlage | Fotos hochladen                  |
| 38344          | Gasstraße 14 (54° 13′ 59″ N, 10° 16′ 39″ O)           | Wohnhaus                                       | Wohnhaus; 1899; zweigeschossiger traufständiger Backsteinbau mit Halbwalmdach, dreigeschossige Risalite an drei Gebäudeseiten, mit Nebengebäude - Begründung: geschichtlich, städtebaulich - Schutzumfang: Wohnhaus, Nebengebäude - Denkmaltyp: Bauliche Anlage | BW                               |
| 38392          | Hinter dem Kirchhof 14 (54° 13′ 55″ N, 10° 16′ 26″ O) | Wohnhaus                                       | Wohnhaus; 1914, Bauherr Wilhelm Harder, Teerproduktenfabrikant; eingeschossiger Putzbau mit Satteldach, straßenseitig mit markantem Volutengiebel - Begründung: geschichtlich, städtebaulich - Schutzumfang: Wohnhaus, - Denkmaltyp: Bauliche Anlage | BW                               |
| 5889           | Kieler Straße 10 (54° 14′ 30″ N, 10° 16′ 45″ O)       | Villa Donath                                   | Villa Donath; 1906–08, Architekt Johannes Sommer; zweigeschossiger, überwiegend verputzter Bau im Reformstil unter steilem Halbwalmdach mit polygonalem Eckturm, Schweifgiebeln und Zierfachwerk, Einfriedung - Begründung: geschichtlich, künstlerisch, städtebaulich - Schutzumfang: Villa Donath, Einfriedung - Denkmaltyp: Bauliche Anlage                                                                                     | BW                               |
| 5891           | Kieler Straße 21 (54° 14′ 31″ N, 10° 16′ 43″ O)       | Wohnhaus                                       | Wohnhaus; um 1860, Baumeister Josef Eduard Mose; eingeschossiger, traufständiger Backsteinbau unter Satteldach mit übergiebeltem Mittelrisalit und Standerker - Begründung: geschichtlich, städtebaulich - Schutzumfang: gesamtes Objekt - Denkmaltyp: Bauliche Anlage | BW                               |
| 5537 Wikidata  | Kirchenstraße 24 (54° 14′ 0″ N, 10° 16′ 53″ O)        | Wohnhaus und Gaststätte                        | Alteintragung (Aktualisierung vorgesehen) - Begründung: geschichtlich, künstlerisch, städtebaulich - Schutzumfang: gesamtes Objekt - Denkmaltyp: Bauliche Anlage | Fotos hochladen                  |
| 5538           | Kirchenstraße 35 (54° 13′ 56″ N, 10° 16′ 54″ O)       | Pastorat II                                    | Pastorat II; 1753; eingeschossiger, giebelständiger Backsteinbau unter Halbwalmdach - Begründung: geschichtlich, städtebaulich - Schutzumfang: gesamtes Objekt - Denkmaltyp: Bauliche Anlage | BW                               |
| 5539           | Kirchenstraße 36 (54° 13′ 58″ N, 10° 16′ 52″ O)       | Wohnhaus                                       | Wohnhaus; im Kern 1734, renov. 1912; aus zwei ehemaligen Einzelhäusern zusammengefügter zweigeschossiger Putzbau auf annähernd quadratischem Grund, mit Walmdächern, Freitreppe und Rokoko-Haustür - Begründung: geschichtlich, städtebaulich - Schutzumfang: gesamtes Objekt - Denkmaltyp: Bauliche Anlage | Fotos hochladen                  |
| 5540           | Kirchenstraße 37 (54° 13′ 56″ N, 10° 16′ 54″ O)       | Pastorat I, Hauptpastorat                      | Pastorat I, Hauptpastorat; 1847; eingeschossiger, giebelständiger Backsteinbau unter Halbwalmdach - Begründung: geschichtlich, städtebaulich - Schutzumfang: gesamtes Objekt - Denkmaltyp: Bauliche Anlage | BW                               |
| 5542 Wikidata  | Kirchenstraße 54 (54° 13′ 54″ N, 10° 16′ 49″ O)       | Wohn- und Geschäftshaus                        | Alteintragung (Aktualisierung vorgesehen) - Begründung: geschichtlich, künstlerisch, städtebaulich - Schutzumfang: gesamtes Objekt - Denkmaltyp: Bauliche Anlage | Fotos hochladen                  |
| 2414 Wikidata  | Kirchenstraße 58 (54° 13′ 54″ N, 10° 16′ 49″ O)       | Wohnhaus                                       | Alteintragung (Aktualisierung vorgesehen) - Begründung: Alteintragung (Aktualisierung vorgesehen) - Schutzumfang: Alteintragung (Aktualisierung vorgesehen) - Denkmaltyp: Bauliche Anlage | Fotos hochladen                  |
| 2415 Wikidata  | Kirchenstraße 58 (54° 13′ 54″ N, 10° 16′ 48″ O)       | Stall                                          | Alteintragung (Aktualisierung vorgesehen) - Begründung: Alteintragung (Aktualisierung vorgesehen) - Schutzumfang: Alteintragung (Aktualisierung vorgesehen) - Denkmaltyp: Bauliche Anlage | BW                               |
| 4122 Wikidata  | Kirchplatz 1 (54° 13′ 54″ N, 10° 16′ 54″ O)           | Stadtkirche mit Ausstattung                    | Alteintragung (Aktualisierung vorgesehen) - Begründung: geschichtlich, künstlerisch, städtebaulich - Schutzumfang: Alteintragung (Aktualisierung vorgesehen) - Denkmaltyp: Bauliche Anlage | weitere Fotos \| Fotos hochladen |
| 22888          | Kirchplatz 1 (54° 13′ 54″ N, 10° 16′ 51″ O)           | Ehrenmal 1848–51 und 1870–71                   | Ehrenmal 1848–51 und 1870–71; 1874; Ehrenmal zur Schleswig-Holsteinischen Erhebung gegen Dänemark und für die Gefallenen des Deutsch-Französischen Kriegs, spätklassizistischer Obelisk über Stufenunterbau und Sockel - Begründung: geschichtlich, städtebaulich - Schutzumfang: gesamtes Objekt - Denkmaltyp: Bauliche Anlage | Fotos hochladen                  |
| 5897 Wikidata  | Kleine Hufe 3 (54° 14′ 5″ N, 10° 16′ 23″ O)           | ehem. Wasserturm                               | ehem. Wasserturm; 1928–29, Architekt Peter Giesenhagen; sechsgeschossiger Wohnhausturm mit aufgesetztem Behältergeschoss in expressionistischen Formen - Begründung: geschichtlich, künstlerisch, städtebaulich, technisch - Schutzumfang: gesamtes Objekt - Denkmaltyp: Bauliche Anlage, Sachgesamtheit: ehem. Wasserturm Preetz                                                                                                  | weitere Fotos \| Fotos hochladen |
| 6339 Wikidata  | Klosterhof 2a (54° 14′ 21″ N, 10° 16′ 59″ O)          | Kloster Preetz: Neues Torhaus                  | Alteintragung (Aktualisierung vorgesehen) - Begründung: geschichtlich, städtebaulich - Schutzumfang: Alteintragung (Aktualisierung vorgesehen) - Denkmaltyp: Bauliche Anlage, Sachgesamtheit: Kloster Preetz | Fotos hochladen                  |
| 3536 Wikidata  | Klosterhof 3 (54° 14′ 24″ N, 10° 16′ 57″ O)           | Kloster Preetz: Pastorat                       | Alteintragung (Aktualisierung vorgesehen) - Begründung: geschichtlich, städtebaulich - Schutzumfang: Kloster Preetz: Pastorat, Fachwerkschuppen - Denkmaltyp: Bauliche Anlage, Sachgesamtheit: Kloster Preetz | Fotos hochladen                  |
| 3539 Wikidata  | Klosterhof 7 (54° 14′ 29″ N, 10° 16′ 55″ O)           | Kloster Preetz: Wohnhaus                       | Alteintragung (Aktualisierung vorgesehen) - Begründung: geschichtlich, städtebaulich - Schutzumfang: gesamtes Äußeres, nördlicher Fachwerkschuppen, südlicher Fachwerkschuppen - Denkmaltyp: Bauliche Anlage, Sachgesamtheit: Kloster Preetz | Fotos hochladen                  |
| 3540 Wikidata  | Klosterhof 8 (54° 14′ 27″ N, 10° 16′ 57″ O)           | Kloster Preetz: Probstenhaus                   | Alteintragung (Aktualisierung vorgesehen) - Begründung: geschichtlich, städtebaulich - Schutzumfang: gesamtes Äußeres, Fachwerkschuppen - Denkmaltyp: Bauliche Anlage, Sachgesamtheit: Kloster Preetz | Fotos hochladen                  |
| 3541 Wikidata  | Klosterhof 9 (54° 14′ 29″ N, 10° 17′ 0″ O)            | Kloster Preetz: Wohnhaus mit Hausgrundstück    | Alteintragung (Aktualisierung vorgesehen) - Begründung: geschichtlich, städtebaulich - Schutzumfang: Alteintragung (Aktualisierung vorgesehen) - Denkmaltyp: Bauliche Anlage, Sachgesamtheit: Kloster Preetz | Fotos hochladen                  |
| 3975 Wikidata  | Klosterhof 10 (54° 14′ 30″ N, 10° 16′ 59″ O)          | Kloster Preetz: Wohnhaus                       | Alteintragung (Aktualisierung vorgesehen) - Begründung: geschichtlich, städtebaulich - Schutzumfang: Alteintragung (Aktualisierung vorgesehen) - Denkmaltyp: Bauliche Anlage, Sachgesamtheit: Kloster Preetz | Fotos hochladen                  |
| 2817 Wikidata  | Klosterhof 11 (54° 14′ 31″ N, 10° 17′ 0″ O)           | Kloster Preetz: Wohnhaus mit Hausgrundstück    | Alteintragung (Aktualisierung vorgesehen) - Begründung: geschichtlich, städtebaulich - Schutzumfang: Alteintragung (Aktualisierung vorgesehen) - Denkmaltyp: Bauliche Anlage, Sachgesamtheit: Kloster Preetz | Fotos hochladen                  |
| 3976 Wikidata  | Klosterhof 12 (54° 14′ 31″ N, 10° 17′ 1″ O)           | Kloster Preetz: Wohnhaus                       | Alteintragung (Aktualisierung vorgesehen) - Begründung: geschichtlich, städtebaulich - Schutzumfang: Alteintragung (Aktualisierung vorgesehen) - Denkmaltyp: Bauliche Anlage, Sachgesamtheit: Kloster Preetz | Fotos hochladen                  |
| 3977 Wikidata  | Klosterhof 13 (54° 14′ 31″ N, 10° 17′ 2″ O)           | Kloster Preetz: Wohnhaus mit Hausgrundstück    | Alteintragung (Aktualisierung vorgesehen) - Begründung: Alteintragung (Aktualisierung vorgesehen) - Schutzumfang: Alteintragung (Aktualisierung vorgesehen) - Denkmaltyp: Bauliche Anlage, Sachgesamtheit: Kloster Preetz | Fotos hochladen                  |
| 3542 Wikidata  | Klosterhof 14 (54° 14′ 30″ N, 10° 17′ 3″ O)           | Kloster Preetz: Wohnhaus                       | Alteintragung (Aktualisierung vorgesehen) - Begründung: geschichtlich, städtebaulich - Schutzumfang: Alteintragung (Aktualisierung vorgesehen) - Denkmaltyp: Bauliche Anlage, Sachgesamtheit: Kloster Preetz | Fotos hochladen                  |
| 3543 Wikidata  | Klosterhof 15 (54° 14′ 29″ N, 10° 17′ 4″ O)           | Kloster Preetz: Wohnhaus                       | Alteintragung (Aktualisierung vorgesehen) - Begründung: geschichtlich, städtebaulich - Schutzumfang: Kloster Preetz: Wohnhaus, Fachwerkschuppen - Denkmaltyp: Bauliche Anlage, Sachgesamtheit: Kloster Preetz | Fotos hochladen                  |
| 3545 Wikidata  | Klosterhof 17 (54° 14′ 28″ N, 10° 17′ 0″ O)           | Kloster Preetz: Wohnhaus                       | Alteintragung (Aktualisierung vorgesehen) - Begründung: geschichtlich, städtebaulich - Schutzumfang: gesamtes Äußeres, Mauer mit Pforte - Denkmaltyp: Bauliche Anlage, Sachgesamtheit: Kloster Preetz | Fotos hochladen                  |
| 3547 Wikidata  | Klosterhof 19 (54° 14′ 28″ N, 10° 16′ 58″ O)          | Kloster Preetz: Konventgebäude mit Ausstattung | Alteintragung (Aktualisierung vorgesehen) - Begründung: geschichtlich, künstlerisch, städtebaulich - Schutzumfang: Alteintragung (Aktualisierung vorgesehen) - Denkmaltyp: Bauliche Anlage, Sachgesamtheit: Kloster Preetz | Fotos hochladen                  |
| 3978 Wikidata  | Klosterhof 20 (54° 14′ 27″ N, 10° 16′ 59″ O)          | Kloster Preetz: Wohnhaus                       | Alteintragung (Aktualisierung vorgesehen) - Begründung: geschichtlich, städtebaulich - Schutzumfang: Alteintragung (Aktualisierung vorgesehen) - Denkmaltyp: Bauliche Anlage, Sachgesamtheit: Kloster Preetz | Fotos hochladen                  |
| 3979 Wikidata  | Klosterhof 21 (54° 14′ 27″ N, 10° 17′ 5″ O)           | Kloster Preetz: Wohnhaus mit Hausgrundstück    | Alteintragung (Aktualisierung vorgesehen) - Begründung: geschichtlich, städtebaulich - Schutzumfang: Alteintragung (Aktualisierung vorgesehen) - Denkmaltyp: Bauliche Anlage, Sachgesamtheit: Kloster Preetz | Fotos hochladen                  |
| 1428 Wikidata  | Klosterhof 22 (54° 14′ 26″ N, 10° 17′ 3″ O)           | Kloster Preetz: Wohnhaus                       | Alteintragung (Aktualisierung vorgesehen) - Begründung: geschichtlich, städtebaulich - Schutzumfang: Alteintragung (Aktualisierung vorgesehen) - Denkmaltyp: Bauliche Anlage, Sachgesamtheit: Kloster Preetz | Fotos hochladen                  |
| 3981 Wikidata  | Klosterhof 23 (54° 14′ 26″ N, 10° 17′ 5″ O)           | Kloster Preetz: Wohnhaus                       | Alteintragung (Aktualisierung vorgesehen) - Begründung: geschichtlich, städtebaulich - Schutzumfang: Alteintragung (Aktualisierung vorgesehen) - Denkmaltyp: Bauliche Anlage, Sachgesamtheit: Kloster Preetz | Fotos hochladen                  |
| 3534 Wikidata  | Klosterhof (54° 14′ 26″ N, 10° 17′ 2″ O)              | Kloster Preetz: Klosterkirche mit Ausstattung  | Alteintragung (Aktualisierung vorgesehen) - Begründung: geschichtlich, künstlerisch, städtebaulich, Kulturlandschaft prägend - Schutzumfang: Alteintragung (Aktualisierung vorgesehen) - Denkmaltyp: Bauliche Anlage, Sachgesamtheit: Kloster Preetz | Fotos hochladen                  |
| 22885 Wikidata | Klosterhof (54° 14′ 25″ N, 10° 17′ 1″ O)              | Klosterkirchhof                                | Alteintragung (Aktualisierung vorgesehen) - Begründung: geschichtlich, städtebaulich, Kulturlandschaft prägend - Schutzumfang: Klosterkirchhof, Kirchhofsmauer - Denkmaltyp: Bauliche Anlage, Sachgesamtheit: Kloster Preetz | Fotos hochladen                  |
| 3549 Wikidata  | Klosterstraße 3 (54° 14′ 16″ N, 10° 16′ 56″ O)        | Wohn- und Geschäftshaus                        | Alteintragung (Aktualisierung vorgesehen) - Begründung: Alteintragung (Aktualisierung vorgesehen) - Schutzumfang: Alteintragung (Aktualisierung vorgesehen) - Denkmaltyp: Bauliche Anlage | Fotos hochladen                  |
| 3550 Wikidata  | Klosterstraße 5 (54° 14′ 17″ N, 10° 16′ 54″ O)        | Wohnhaus                                       | Alteintragung (Aktualisierung vorgesehen) - Begründung: Alteintragung (Aktualisierung vorgesehen) - Schutzumfang: Alteintragung (Aktualisierung vorgesehen) - Denkmaltyp: Bauliche Anlage | Fotos hochladen                  |
| 3552 Wikidata  | Klosterstraße 7 (54° 14′ 18″ N, 10° 16′ 54″ O)        | Wohnhaus                                       | Alteintragung (Aktualisierung vorgesehen) - Begründung: Alteintragung (Aktualisierung vorgesehen) - Schutzumfang: Alteintragung (Aktualisierung vorgesehen) - Denkmaltyp: Bauliche Anlage | Fotos hochladen                  |
| 5546 Wikidata  | Klosterstraße 18 (54° 14′ 26″ N, 10° 16′ 46″ O)       | Wohnhaus                                       | Alteintragung (Aktualisierung vorgesehen) - Begründung: geschichtlich, städtebaulich - Schutzumfang: gesamtes Objekt - Denkmaltyp: Bauliche Anlage | Fotos hochladen                  |
| 13609 Wikidata | Klosterstraße 27 (54° 14′ 22″ N, 10° 16′ 48″ O)       | Gasthaus                                       | Alteintragung (Aktualisierung vorgesehen) - Begründung: geschichtlich, städtebaulich - Schutzumfang: gesamtes Äußeres - Denkmaltyp: Bauliche Anlage | Fotos hochladen                  |
| 5885           | Klosterstraße (54° 14′ 21″ N, 10° 16′ 52″ O)          | Denkmal Reventlou                              | Denkmal Reventlou; 1897; Ehrenmal zum Gedenken an den Klosterprobst und Politiker Graf Friedrich von Reventlou, spätklassizistischer Obelisk auf überwachsenem Unterbau, mit Einfriedung - Begründung: geschichtlich, städtebaulich - Schutzumfang: Denkmal Reventlou, Einfriedung - Denkmaltyp: Bauliche Anlage | Fotos hochladen                  |
| 5551           | Kronsburg 3 (54° 13′ 50″ N, 10° 16′ 44″ O)            | Wohnhaus                                       | Wohnhaus; um 1800; eingeschossiger, traufständiger Fachwerkbau unter Satteldach mit mittigem übergiebeltem Zwerchhaus, kleines Stallgebäude aus Fachwerk - Begründung: geschichtlich, städtebaulich - Schutzumfang: Wohnhaus, Stallgebäude - Denkmaltyp: Bauliche Anlage | BW                               |
| 5894           | Kührener Straße 12 (54° 13′ 48″ N, 10° 16′ 47″ O)     | Wohnhaus                                       | Wohnhaus; 1826; eingeschossiger, giebelständiger Fachwerkbau unter Satteldach mit großem Blumenfenster und außermittigem übergiebeltem Zwerchhaus nach Süden - Begründung: geschichtlich, städtebaulich - Schutzumfang: gesamtes Objekt - Denkmaltyp: Bauliche Anlage | BW                               |
| 38397          | Kührener Straße 21 (54° 13′ 46″ N, 10° 16′ 48″ O)     | Schlachterei Mohr                              | Schlachterei Mohr; 1905; eingeschossiger Putzbau, Geschäftsbereich traufständig, Wohntrakt giebelständig, beide unter Satteldächern in Hartdeckung; Fassade mit historistischen Zierelementen; Innenausstattung Wandfliesen und Hinterglasmalerei an der Decke mit Jugendstilmotiven - Begründung: geschichtlich, künstlerisch, städtebaulich - Schutzumfang: Schlachterei Mohr, - Denkmaltyp: Bauliche Anlage                     | BW                               |
| 39539          | Lange Brückstraße 1 (54° 14′ 7″ N, 10° 16′ 57″ O)     | Wohn- und Geschäftshaus                        | Wohn- und Geschäftshaus; um 1870; zweigeschossiger, traufständiger Putzbau von sieben Achsen Länge auf leicht L-förmigem Grundriss, Satteldächer, neuklassizistische Fassadengestaltung - Begründung: geschichtlich, städtebaulich - Schutzumfang: gesamtes Objekt - Denkmaltyp: Bauliche Anlage | BW                               |
| 5554           | Lange Brückstraße 6 (54° 14′ 6″ N, 10° 16′ 56″ O)     | Wohn- und Geschäftshaus                        | Wohn- und Geschäftshaus; 1766/67; eingeschossiger traufständiger Fachwerkbau mit Halbwalmdach und mittigem schlankem Zwerchhaus - Begründung: geschichtlich, städtebaulich - Schutzumfang: gesamtes Objekt - Denkmaltyp: Bauliche Anlage | Fotos hochladen                  |
| 2368 Wikidata  | Lange Brückstraße 22 (54° 14′ 7″ N, 10° 17′ 0″ O)     | Wohnhaus                                       | Alteintragung (Aktualisierung vorgesehen) - Begründung: Alteintragung (Aktualisierung vorgesehen) - Schutzumfang: Alteintragung (Aktualisierung vorgesehen) - Denkmaltyp: Bauliche Anlage | Fotos hochladen                  |
| 5555           | Löptiner Straße 9 (54° 13′ 49″ N, 10° 16′ 44″ O)      | Wohnhaus                                       | Wohnhaus; 18. Jh; eingeschossiger, traufständiger Fachwerkbau unter steilem Halbwalmdach mit übergiebeltem Zwerchhaus - Begründung: geschichtlich, städtebaulich - Schutzumfang: gesamtes Objekt - Denkmaltyp: Bauliche Anlage | BW                               |
| 6271 Wikidata  | Löptiner Straße 10 (54° 13′ 48″ N, 10° 16′ 41″ O)     | Wohnhaus                                       | Alteintragung (Aktualisierung vorgesehen) - Begründung: Alteintragung (Aktualisierung vorgesehen) - Schutzumfang: Alteintragung (Aktualisierung vorgesehen) - Denkmaltyp: Bauliche Anlage | BW                               |
| 3553 Wikidata  | Markt 14 (54° 14′ 4″ N, 10° 16′ 52″ O)                | Wohn- und Geschäftshaus                        | Alteintragung (Aktualisierung vorgesehen) - Begründung: Alteintragung (Aktualisierung vorgesehen) - Schutzumfang: Alteintragung (Aktualisierung vorgesehen) - Denkmaltyp: Bauliche Anlage | BW                               |
| 3554 Wikidata  | Markt 24 (54° 14′ 8″ N, 10° 16′ 54″ O)                | Wohn- und Geschäftshaus                        | Alteintragung (Aktualisierung vorgesehen) - Begründung: geschichtlich, städtebaulich - Schutzumfang: gesamtes Äußeres - Denkmaltyp: Bauliche Anlage | Fotos hochladen                  |
| 5557 Wikidata  | Mühlenstraße 11 (54° 14′ 11″ N, 10° 16′ 54″ O)        | Wohnhaus                                       | Alteintragung (Aktualisierung vorgesehen) - Begründung: Alteintragung (Aktualisierung vorgesehen) - Schutzumfang: Alteintragung (Aktualisierung vorgesehen) - Denkmaltyp: Bauliche Anlage | Fotos hochladen                  |
| 6272 Wikidata  | Mühlenstraße 14 (54° 14′ 12″ N, 10° 16′ 57″ O)        | Heimatmuseum                                   | Wohnhaus Burow; Ende 18. Jh.; zweigeschossiger, traufständiger Putzbau unter schiefergedecktem Walmdach - Begründung: geschichtlich, städtebaulich - Schutzumfang: gesamtes Objekt - Denkmaltyp: Bauliche Anlage, Sachgesamtheit: Wohnhaus und Essigbrennerei Burow | Fotos hochladen                  |
| 2818 Wikidata  | Mühlenstraße 21 (54° 14′ 14″ N, 10° 16′ 57″ O)        | Wohnhaus                                       | Alteintragung (Aktualisierung vorgesehen) - Begründung: Alteintragung (Aktualisierung vorgesehen) - Schutzumfang: Alteintragung (Aktualisierung vorgesehen) - Denkmaltyp: Bauliche Anlage | Fotos hochladen                  |
| 6273           | Mühlenweg 3 (54° 14′ 16″ N, 10° 16′ 53″ O)            | Wohnhaus                                       | Wohnhaus; um 1800; eingeschossiger, giebelständiger Fachwerkbau unter Schopfwalmdach - Begründung: geschichtlich, städtebaulich - Schutzumfang: gesamtes Objekt - Denkmaltyp: Bauliche Anlage | BW                               |
| 38355          | Schulstraße 2 (54° 14′ 8″ N, 10° 16′ 40″ O)           | Wilhelminenschule                              | Wilhelminenschule; 1829, bis 1948 mehrfach erweitert; zweigeschossige, dreiflügelige Anlage aus Backstein mit Satteldächern, Walmdächern und mehreren Schmuckgiebeln - Begründung: geschichtlich, städtebaulich - Schutzumfang: gesamtes Objekt - Denkmaltyp: Bauliche Anlage, Sachgesamtheit: Wilhelminenschule | BW                               |
| 5559           | Schulstraße 5 (54° 14′ 6″ N, 10° 16′ 44″ O)           | Turn- und Stadthalle                           | Turn- und Stadthalle; 1907, Architekt Stoffers; Backstein-Hallenbau unter hohem Mansarddach mit Dachreiter im Reformstil, reiche Gliederung durch Schweifgiebel, Stuck- und Putzfelder, nach Norden eingeschossiger, vielgestaltiger Querbau mit jüngerem Wohnhaus-Anbau - Begründung: geschichtlich, künstlerisch, städtebaulich - Schutzumfang: gesamtes Objekt - Denkmaltyp: Bauliche Anlage, Sachgesamtheit: Wilhelminenschule | BW                               |
| 38453          | Wakendorfer Straße 4 (54° 14′ 8″ N, 10° 17′ 8″ O)     | Wohnhaus                                       | Wohnhaus; im Kern 18. Jh.; eingeschossiger, giebelständiger Fachwerkbau auf Feldstein- und Granitquadersockel unter steilem Satteldach, Giebelfassade Backstein - Begründung: geschichtlich, städtebaulich - Schutzumfang: gesamtes Objekt - Denkmaltyp: Bauliche Anlage | BW                               |
| 5564           | Wakendorfer Straße 15 (54° 14′ 10″ N, 10° 17′ 9″ O)   | Wohnhaus                                       | Wohnhaus; um 1729–19. Jh.; eingeschossiger, traufständiger Fachwerkbau auf Granitquadersockel unter Halbwalmdach mit breiter, übergiebelter Lukarne, Straßenfassade aus Backsteinen - Begründung: geschichtlich, städtebaulich - Schutzumfang: gesamtes Objekt - Denkmaltyp: Bauliche Anlage | BW                               |

## Gründenkmale
| Objekt-ID      | Lage                                            | Offizielle Bezeichnung                          | Beschreibung | Bild                             |
| -------------- | ----------------------------------------------- | ----------------------------------------------- | --- | -------------------------------- |
| 8965 Wikidata  | Am Schützenplatz (54° 13′ 41″ N, 10° 16′ 50″ O) | Schützenplatz                                   | Alteintragung (Aktualisierung vorgesehen) - Begründung: geschichtlich, städtebaulich - Schutzumfang: gesamtes Objekt - Denkmaltyp: Gründenkmal, Sachgesamtheit: Schützenplatz Preetz                                                                                               | Fotos hochladen                  |
| 10715 Wikidata | Am Schützenplatz (54° 13′ 37″ N, 10° 16′ 54″ O) | Lindenallee (sog. Brauereiallee)                | Alteintragung (Aktualisierung vorgesehen) - Begründung: geschichtlich, städtebaulich, Kulturlandschaft prägend - Schutzumfang: gesamtes Objekt - Denkmaltyp: Gründenkmal, Sachgesamtheit: Schützenplatz Preetz                                                                     | Fotos hochladen                  |
| 32648 Wikidata | Am Schützenplatz (54° 13′ 41″ N, 10° 16′ 50″ O) | Lindenkranz                                     | Alteintragung (Aktualisierung vorgesehen) - Begründung: geschichtlich, städtebaulich, Kulturlandschaft prägend - Schutzumfang: gesamtes Objekt - Denkmaltyp: Gründenkmal, Sachgesamtheit: Schützenplatz Preetz                                                                     | Fotos hochladen                  |
| 20822 Wikidata | Am Schützenplatz (54° 13′ 40″ N, 10° 16′ 53″ O) | Lindenreihe östlich des Schützenplatzes         | Alteintragung (Aktualisierung vorgesehen) - Begründung: geschichtlich, städtebaulich, Kulturlandschaft prägend - Schutzumfang: gesamtes Objekt - Denkmaltyp: Gründenkmal, Sachgesamtheit: Schützenplatz Preetz                                                                     | Fotos hochladen                  |
| 41130          | Bahnhofstraße 24 (54° 14′ 3″ N, 10° 16′ 37″ O)  | Friedenseiche                                   | Friedenseiche mit Gedenkstein; 1871; Eiche mit ausladender Krone, davor Findling mit Inschrift - Begründung: geschichtlich, städtebaulich - Schutzumfang: Friedenseiche, Gedenkstein 1870–71 - Denkmaltyp: Gründenkmal                                                             | BW                               |
| 37294 Wikidata | Bahnhofstraße (54° 14′ 3″ N, 10° 16′ 35″ O)     | Doppeleiche                                     | Doppeleiche; 1898; gepflanzt zum 50-jährigen Jubiläum der Schleswig-Holsteinischen Erhebung, mit Gedenkstein und Grüninsel - Begründung: geschichtlich, städtebaulich, Kulturlandschaft prägend - Schutzumfang: Doppeleiche, Gedenkstein 1848, Grüninsel - Denkmaltyp: Gründenkmal | weitere Fotos \| Fotos hochladen |
| 22886 Wikidata | Kirchplatz 1 (54° 13′ 55″ N, 10° 16′ 53″ O)     | Kirchhof                                        | Alteintragung (Aktualisierung vorgesehen) - Begründung: geschichtlich, städtebaulich, Kulturlandschaft prägend - Schutzumfang: Kirchhof, Grabmale bis 1870 - Denkmaltyp: Gründenkmal                                                                                               | Fotos hochladen                  |
| 22241 Wikidata | Klosterhof (54° 14′ 23″ N, 10° 16′ 56″ O)       | Kloster Preetz: Zufahrtsallee (Linden)          | Alteintragung (Aktualisierung vorgesehen) - Begründung: geschichtlich, Kulturlandschaft prägend - Schutzumfang: gesamtes Objekt - Denkmaltyp: Gründenkmal, Sachgesamtheit: Kloster Preetz                                                                                          | Fotos hochladen                  |
| 23021 Wikidata | Klosterhof (54° 14′ 31″ N, 10° 16′ 49″ O)       | Kloster Preetz: Außenräume des Klosters         | Alteintragung (Aktualisierung vorgesehen) - Begründung: geschichtlich, wissenschaftlich, städtebaulich, Kulturlandschaft prägend - Schutzumfang: gesamtes Objekt - Denkmaltyp: Gründenkmal, Sachgesamtheit: Kloster Preetz                                                         | BW                               |
| 3980 Wikidata  | Klosterhof 24 (54° 14′ 24″ N, 10° 17′ 6″ O)     | Kloster Preetz: Grundstücksfläche               | Alteintragung (Aktualisierung vorgesehen) - Begründung: geschichtlich, Kulturlandschaft prägend - Schutzumfang: gesamtes Objekt - Denkmaltyp: Gründenkmal, Sachgesamtheit: Kloster Preetz                                                                                          | Fotos hochladen                  |
| 22240 Wikidata | Klosterstraße (54° 14′ 22″ N, 10° 16′ 52″ O)    | Kloster Preetz: südliche Zufahrtsallee (Linden) | Alteintragung (Aktualisierung vorgesehen) - Begründung: geschichtlich, städtebaulich - Schutzumfang: gesamtes Objekt - Denkmaltyp: Gründenkmal, Sachgesamtheit: Kloster Preetz | Fotos hochladen                  |

## Sonstige Denkmale
| Objekt-ID      | Lage             | Offizielle Bezeichnung                                             | Beschreibung | Bild                                    |
| -------------- | ---------------- | ------------------------------------------------------------------ | --- | --------------------------------------- |
| 11273 Wikidata | Klosterhof 19 () | Kloster Preetz: Predigerbibliothek, Buch- und Handschriftenbestand | Alteintragung (Aktualisierung vorgesehen) - Begründung: geschichtlich, wissenschaftlich - Schutzumfang: Kloster Preetz: Predigerbibliothek, Buch- und Handschriftenbestand, Predigerbibliothek, vier Globen - Denkmaltyp: Sonstiges Denkmal, Sachgesamtheit: Kloster Preetz | Direkt Bild zu diesem Denkmal hochladen |

## Quelle
- Liste der Kulturdenkmale in Schleswig-Holstein – Kreis Plön (PDF)

- Karte mit allen Koordinaten:
- OSM |
- WikiMap